# SV Wilhelmshaven
SV Wilhelmshaven – niemiecki klub piłkarski z Wilhelmshaven z Dolnej Saksonii.
W rundzie wiosennej sezonu 2007/2008 w klubie występował 33-krotny reprezentant polski Paweł Kryszałowicz.